# Die Lügen der Sieger
Die Lügen der Sieger è un film del 2014 diretto da Christoph Hochhäusler. È stato presentato alla Festa del Cinema di Roma.

## Trama
Due giornalisti investigativi indagano sui loschi affari di alcune corporazioni.